# Dernier Domicile connu
Pour plus de détails, voir Fiche technique et Distribution.
Dernier Domicile connu est un film franco-italien réalisé par José Giovanni, sorti en 1970. C'est une adaptation du roman de Joseph Harrington paru en 1965.

## Synopsis
Marceau Léonetti (Lino Ventura), un inspecteur principal de la police judiciaire aux brillants états de service, décoré de la Légion d'honneur, arrête un jeune homme en état d'ivresse s'amusant à faire des tours dans un rond-point au volant d'une Mercedes 300 SL, portes papillons ouvertes. Alors qu'il l'emmène au poste, le prévenu lui dit, avec mépris, qu'il est le fils d'un célèbre avocat et qu'il aura de ses nouvelles. Deux mois plus tard, Léonetti est convoqué par son supérieur. En effet, le célèbre avocat a rédigé un rapport qui déforme complètement les faits en faveur de son fils et qui fait passer Léonetti pour un policier tellement enclin à la violence qu'il ne devrait même plus avoir sa place dans la société actuelle. Pour calmer l'affaire, Léonetti est provisoirement muté dans un petit commissariat de quartier.
À son nouveau poste, il est bientôt chargé de traquer les pervers qui sévissent dans les salles de cinéma. Pour servir d'appât dans cette mission, on lui adjoint une nouvelle auxiliaire de police, Jeanne (Marlène Jobert), une jeune femme de Lyon qui a abandonné des études de Lettres. 
Un jour, le commissariat pour lequel il écume les cinémas le charge d'une nouvelle mission : rechercher un témoin, parti sans laisser d'adresse et disparu depuis cinq ans. Il s'agit d'un certain Roger Martin (Philippe March), un comptable, qui pourrait jouer un rôle capital dans le procès d'un célèbre truand, Soramon, qui doit avoir lieu huit jours plus tard. Ses collègues insinuent que cette enquête serait purement formelle, car le temps imparti serait bien trop court pour retrouver un témoin disparu depuis si longtemps. En réalité, même s'ils se gardent bien de le lui dire, les collègues de Léonetti connaissent ses capacités et son acharnement, et estiment qu'il est leur dernier recours et réussira peut-être là où tous les autres ont échoué. 
Léonetti et sa jeune assistante se mettent immédiatement à la recherche du mystérieux Martin. Au départ, ils n'ont qu'une seule piste : le dernier domicile connu de Martin, dont ils ne possèdent même pas une photo. Pourtant, dès le premier jour, ils découvrent deux nouveaux éléments : d'abord que Martin a un enfant avec lui et, ensuite, que des complices de Soramon sont aussi à la recherche du mystérieux témoin. 
Le deuxième jour, ils apprennent que Martin est veuf et qu'il vit avec sa fille de douze ou treize ans. Dans cette course contre-la-montre, ils vont ensuite découvrir que la petite fille est malade et prend certains médicaments. Avec ces indices, ils finissent par arriver à leurs fins, non sans avoir dû se confronter aux hommes de main de Soramon. 
Martin témoigne au procès et Soramon est condamné. Le lendemain, le témoin qui avait jusque-là pris tant de précautions, laissé seul, est poignardé par l'un des hommes du truand, sous les yeux de sa fille. Bouleversée, Jeanne démissionne de la police. 
Sur la musique de François de Roubaix, la dernière image du film propose, en guise d'épilogue, une phrase de Mihai Eminescu : « … car la vie est un bien perdu quand on n'a pas vécu comme on l'aurait voulu », qui résume la déception professionnelle de l'inspecteur Léonetti.
Cette phrase aurait été attribuée à tort à Eminescu. En effet, son véritable auteur pourrait être, selon plusieurs sources[Lesquelles ?],  Nicolas Chamfort, moraliste et écrivain français[réf. nécessaire].

## Fiche technique
- Titre original : Dernier Domicile connu
- Réalisation : José Giovanni d'après le roman Last Known Address de Joseph Harrington (1965)
- Adaptation : José Giovanni
- Dialogues : José Giovanni
- Production : Jacques Bar (non crédité)
- Responsables de production : Jacques Rouffio et Louis Daquin
- Direction artistique : Jean-Jacques Caziot
- Photographie : Étienne Becker
- Son : René-Christian Forget
- Perchman : Michel Laurent
- Montage : Kenout Peltier
- Musique : François de Roubaix, éditions Hortensia, enregistrée par Jean-Pierre Pellissier[1]
- Attachés de presse : Pierre Rissient et Bertrand Tavernier
- Sociétés de production : Cité-Films (France), Valoria Films (France), Parme Productions (France), Simar Films (France), Rizzoli Film (Italie)
- Sociétés de distribution : Valoria Films (France), Les Acacias (France), Tamasa Distribution (France),  Cineriz (Italie)
- Pays d'origine :  France,  Italie
- Langue originale : français
- Format : couleur (Eastmancolor) — 35 mm — 1,66:1 — son monophonique
- Genre : policier
- Durée : 92 minutes
- Dates de sortie : 
  - France : 25 février 1970
  - Italie : 30 avril 1970
- Classification et visa CNC : tous publics, visa no 36151 délivré le 25 février 1970

## Distribution
| - Lino Ventura : l'inspecteur principal Marceau Léonetti - Marlène Jobert : Jeanne Dumas - Michel Constantin : Greg - Alain Mottet : Frank Lambert, le collègue et ami de Léonetti - Philippe March : Roger Martin, le témoin disparu - Bianca Saury : Marie Martin - Jean Sobieski : Aden - Paul Crauchet : Jacques Loring, le voisin des Martin - Monique Mélinand : Mme Loring - Albert Dagnant : Arnold - Hervé Sand : Gravel - Raymond Meunier : Allister, le collègue enquêteur qui a échoué - Frédéric Santaya : Favre, le coéquipier d'Allister - Marcel Pérès : M. Lenoir - Germaine Delbat : Mme Lenoir - Béatrice Arnac : Silvia - Robert Favart : le directeur de l'école - Guy Kerner : le médecin - Pippo Merisi : le ferrailleur - François Jaubert : le braqueur (scène pré-générique) - Mathilde Ceccarelli : la voisine perverse - Guy Héron : Soramon - Jacques Marchand : le maniaque - Régine Lovi : Mlle Viteau, l'institutrice | Non crédités - Jacques Galland : le directeur de la PJ - Bernard Musson : le pharmacien - Sylvain Lévignac : l'homme de Greg - Michel Charrel : Roisin - Luc Bartholomé : Jo Roisin - Max Desrau : Thoin - Jacques Leroy : un inspecteur - Jacques Richard : un inspecteur - Dominique Zardi : un maniaque au cinéma - Philippe Brizard : le chauffeur de taxi - Gilette Barbier : l'épicière - Roger Desmare : le cordonnier - Martine Ferrière : la femme du cordonnier - Pierre Duncan : un agent au commissariat - César Torrès : l'homme à la grenade - Sébastien Floche : le gardien de l'immeuble - Pierre Frag : l'homme aux sandwiches - Stan Krol : Kropniak - Roger Lumont : l'homme du garde-meubles - Rita Maiden : l'infirmière de Mme Martin - Serge Marquand : le gueulard - Colette Mars : la première pharmacienne - Émile Riandreys : un passager de l'autobus - Sonia Vareuil : l'amie de Greg |

## Tournage
Période de prises de vue : du 29 septembre au 29 novembre 1969.
Les extérieurs ont entièrement été tournés à Paris et dans la région parisienne, notamment dans ces secteurs : 
- Paris (1er arr.) : 
  - 36, quai des Orfèvres : scènes au siège de la direction régionale de la police judiciaire de Paris,
  - Quai de la Mégisserie : Marceau recherche les pigeons du petit garçon,
  - 34, rue de Rivoli : Marceau et Jeanne sont au cabinet du docteur Silberstein qui a délivré le permis d'inhumer de Rachel Martin, épouse de Roger Martin et mère de Marie,
  - 9, rue de Harlay : entrée secondaire du palais de justice de Paris, lorsque les inspecteurs amènent Roger Martin ;

- Paris (2e arr.) : boulevard de Bonne-Nouvelle, devant le cinéma « Le Bikini » Marceau appréhende un spectateur qui importunait Jeanne ;

- Paris (7e arr.), quartier du Champ de Mars : 
  - Avenue du Général-Marguerite : Roger Martin et sa fille apparaissent pour la première fois,
  - Avenue Émile-Deschanel : Roger Martin et sa fille, guettés par Marceau et Jeanne, entrent dans l'immeuble du médecin,
  - Avenue Joseph-Bouvard : Marceau, assis sur un banc, attend la sortie de Roger Martin,
  - Avenue Barbey-d'Aurevilly : Marceau et Jeanne accostent Roger Martin et sa fille,
  - Place du Général-Gouraud : scènes de Jeanne avec la fille de Roger Martin, dont celle où elles déjeunent ensemble au restaurant « Le Ferrari » (angle de l'avenue Rapp et de la rue Saint-Dominique) ;

- Paris (8e arr.) : station de métro Concorde, place de la Concorde ;

- Paris (9e arr.) : rue de Châteaudun, angle rue Saint-Georges (caisse de retraite) ;

- Paris (10e arr.) : séquence dans les cinémas spécialisés où Jeanne sert d'appât[réf. souhaitée] ;

- Paris (12e arr.) : rue Hector-Malot, générique du début avec le jeune homme armé fuyant la police ;

- Paris (13e arr.) :
  - Avenue d'Italie : Marceau et Jeanne devant la fresque en mosaïque signée Émile Gilioli dans le hall d'entrée de l'immeuble « Le Périscope »[Note 1],
  - Boulevard Arago,
  - Boulevard Auguste-Blanqui : dans la pharmacie Saint-Jacques sise au no 127,
  - Passage Boiton : agression de Marceau,
  - Rue de la Butte-aux-Cailles : agression de Marceau,
  - Rue du Docteur-Lucas-Championnière : dans la pharmacie du village des Peupliers sise au no 2,
  - Rue de la Glacière : dans la pharmacie du Théâtre sise au no 69,
  - Rue Vergniaud : Marceau et Jeanne font des recherches au dispensaire Hahnemann sis au no 1[4],
  - Rue Wurtz,
  - Dans les immeubles du nouveau quartier situé sur le périmètre de l'ancien îlot insalubre (îlot no 13) situé autour du boulevard Auguste-Blanqui, de la rue de la Santé et de la rue de la Glacière ;

- Paris (14e arr.) : 
  - Rue de l'Amiral-Mouchez : dans la pharmacie sise au no 3,
  - Prison de la santé (42, rue de la Santé),
  - Parc Montsouris : 2, rue Gazan ;

- Paris (16e arr.) :
  - Carrefour des Anciens-Combattants : devant le Pavillon des Princes, lieudit du parc des Princes, au rond-point où l'homme en état d'ivresse est arrêté au volant de sa Mercedes. L’homme en question s’appelle Henri de Faylac, fils de l’avocat Philippe de Faylac, cette arrestation causera quelques désagréments à Marceau Léonetti,
  - Boulevard Exelmans : Léonetti sort du commissariat de police situé à l'angle du boulevard Exelmans et de la rue Chardon-Lagache, et monte dans sa Peugeot 404 stationnée devant l'entrée ;

- Paris (18e arr.) :
  - Montmartre : rue Saint-Vincent, commissariat de police sis au no 49 où Marceau a été muté,
  - 2, place Constantin-Pecqueur : Jeanne se trouvant face au commissariat ;

- Paris (19e arr.) : avenue Corentin-Cariou, début de l'agression de Marceau devant le bar « À la sortie du métro » et la bouche du métro Corentin Cariou ;

- Paris (20e arr.) : quartier de Belleville, rue des Couronnes, Marceau et Jeanne débouchent sur un immense terrain vague en ouvrant la porte du no 22 ;

- Val-de-Marne : Cachan, allée de Bellevue et sentier des Sablons où Marceau et Jeanne viennent interroger monsieur Lenoir, un ancien concierge de Roger Martin ;

- Hauts-de-Seine : Boulogne-Billancourt, studios de Billancourt, 2-50, quai du Point-du-Jour.

## Musique du film
La musique est composée par François de Roubaix. Le thème principal a été utilisé par Robbie Williams pour un sample dans sa chanson Supreme (en), qui figure sur son album Sing When You're Winning. 
Plusieurs autres artistes anglophones ont également samplé ce thème (en particulier dans le rap), notamment Dr. Dre (sur l'album Compton en 2015), Kid Cudi, Missy Elliott, Lil' Bow Wow, Lana Del Rey et Gloria Gaynor dans sa chanson I Will Survive, écrite par Freddie Perren (en) et Dino Fekaris (en),.
La chanteuse Nicoletta donna une version chantée de la musique du film : « Dernier domicile connu : pour qui, pourquoi ? » (1968).